# Angraecum clareae
Angraecum clareae là một loài thực vật có hoa trong họ Lan. Loài này được Hermans & la Croix & P.J.Cribb mô tả khoa học đầu tiên năm 2001.